# Johann I. (Alençon, Herzog)
Johann I. von Valois, genannt der Weise (Jean I. le Sage; * 9. Mai 1385 im Château d'Essay; † 25. Oktober 1415 in der Schlacht von Azincourt) war Graf, dann Herzog von Alençon, und Graf von Le Perche. Er war der Sohn von Graf Peter II. und Marie Chamaillard.

## Biographie
Bereits 1396 wurde er zum Grafen von Le Perche ernannt, 1404 erbte er beim Tod seines Vaters die Grafschaft Alençon. Als Erbteil mütterlicherseits fiel ihm die Vizegrafschaft Beaumont-au-Maine zu. Darüber hinaus war er Herr von Verneuil, Fougères, Domfront und (durch seine Ehefrau) La Guerche.
Johann wuchs in der Konfusion auf, die durch die Geisteskrankheit des Königs Karl VI. erzeugt wurde. Er unterstützte den Herzog Ludwig von Orléans in dessen Kampf gegen die Bourguignons, verwüstete das Vermandois, und nahm an der Eroberung von Saint-Denis und Saint-Cloud teil.
1412 schickte Karl VI. – während er Herzog Johann von Berry und Herzog Johann I. von Bourbon in Bourges belagerte – Herzog Ludwig II. von Anjou gegen ihn, woraufhin er sich dem König unterwarf und ihn zu den Belagerungen von Compiègne, Noyon, Soissons, Bapaume und Arras begleitete. Vor Bapaume erhob er ihn 1414 zum Herzog von Alençon und Pair von Frankreich.
Er fiel im Jahr darauf in der Schlacht von Azincourt, in der er die zweite Linie zum Gegenschlag führte, nachdem die Engländer die erste Linie durchbrochen hatten. Ihm wird nachgesagt, in der Schlacht Edward of Norwich, 2. Duke of York, getötet (den höchstrangigen Verlust auf englischer Seite) und Humphrey, Duke of Gloucester, verwundet zu haben. Tatsächlich jedoch erstickte der Duke of York im Schlamm, nachdem er gestürzt war und im dichten Schlachtgetümmel nicht mehr aufstehen konnte.
Johann von Alençon wurde in Abtei Saint-Martin in Sées beerdigt.

## Nachkommen
Johann von Alençon heiratete Marie de Bretagne (* 18. Februar 1391; † 18. Dezember 1446), Tochter des Herzogs Johann V. und der Johanna von Navarra (ab 1403 zweiten Ehefrau des englischen Königs Heinrich IV.). Der Ehevertrag wurde am 26. Juni 1396 im Château de l’Hermine geschlossen. Ihre Kinder waren:
- Peter (Pierre; * 1407; † 1408), Graf von Le Perche
- Johann II. der Schöne (Jean le Beau) (* 1409; † 1476), Herzog von Alençon und Graf von Le Perche
- Marie (* 1410; † 1412)
- Johanna (Jeanne; * 1412; † 1420)
- Charlotte (* 1413; † 1435)

Darüber hinaus hatte er uneheliche Kinder:
- Pierre († 1424), Bâtard d’Alençon, Herr von Gallandon
- Marguerite, Bâtarde d’Alençon, ⚭ Jean de Saint-Aubin, Herr von Préaux